# Barrage de Karacaören I
Pour les articles homonymes, voir Barrage de Karacaören.

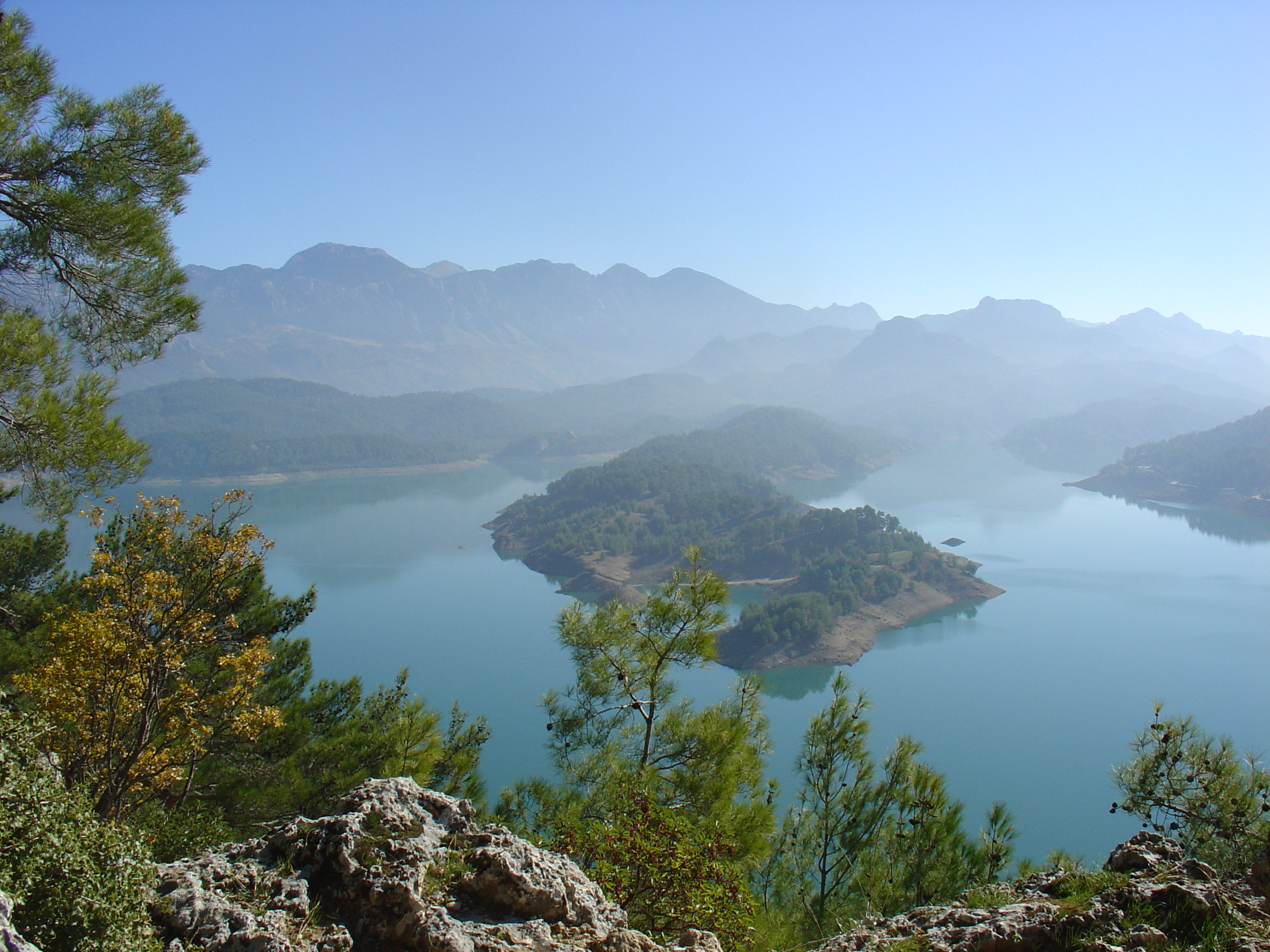
Barrage de Karacaören I

Le barrage de Karacaören I est un barrage de Turquie en amont du barrage de Karacaören II construit après lui.

## Sources
- (en) www.dsi.gov.tr/tricold/karacaor1.htm Site de l'agence gouvernementale turque des travaux hydrauliques